# Lothar Rendulic

Lothar Rendulic namnteckning.

Lothar Rendulic, född 25 oktober 1887 i Wiener Neustadt, Österrike, död 18 januari 1971 i Eferding, Österrike, var en österrikisk officer av kroatiskt ursprung som under andra världskriget blev tysk generalöverste, eftersom Österrikes armé inkorporerats i Wehrmacht 1938.

## Biografi
Rendulic började 1910 att tjänstgöra som löjtnant i ett regemente. Under första världskriget sårades han svårt i oktober 1914 och när han kom tillbaka våren 1915 fick han tjänst i olika generalstaber.
I december 1920 erhöll Rendulic sin doktorstitel i juridik och statsvetenskap vid Wiens universitet. År 1921 blev han lärare vid den österrikiska arméskolan och från 1923 vid generalstabsskolan. 1925 lämnade han skolan för att bli bataljonsbefäl i ett infanteriregemente. I maj 1932 gick han med i NSDAP:s österrikiska avdelning. 
Sommaren 1933 tjänstgjorde Rendulic som militärattaché i Frankrike och Storbritannien. Den 1 februari 1936 tvingades han i förtidspension på grund av sitt nationalsocialistiska engagemang, men efter den tyska annekteringen av Österrike, Anschluss, sattes han åter i tjänst 1938, då som generalstabschef i XVII. Armeekorps – en tjänst som han hade under invasionen av Polen 1939. Under invasionen drabbades han av en personlig tragedi, då hans son stupade.  
Under slaget om Frankrike 1940 fick Rendulic befälet över 14. Infanterie-Division. Hösten 1940 tog han över 52. Infanterie-Division, som han ledde under strider på östfronten. Där förlänades han med Tyska korset i guld den 26 december 1941 och den 6 mars 1942 fick han Riddarkorset för sin divisions insats under försvarsstriderna utanför Moskva vintern 1941–1942 samt striderna runt Juchnov. 
Rendulic blev kårbefälhavare när han fick befälet över XXXV. Armeekorps den 1 november 1942. Han ledde kåren under slaget om Kursk samt de efterföljande striderna vid Orjol. Den 15 augusti 1943 erhöll han eklöven till sitt riddarkors och samma dag fick han befälet över 2. Panzerarmee som samma månad förflyttades från östfronten till Balkan.
När generaloberst Eduard Dietl avled i en flygolycka den 23 juni 1944 fick Rendulic ta över hans post som befälhavare för 20. Gebirgsarmee. Denna armé var positionerad i Finland och Norge och han fick leda det tyska tillbakadragandet från Finland efter det finska vapenstilleståndet med Sovjetunionen. För sina insatser förlänades han den 18 januari 1945 med svärden till sitt riddarkors. 
Under de tyska återtågen i finska Lappland beordrade Rendulic den brända jordens taktik. Vid den så kallade Gisslanrättegången (1947–1948) dömdes han som krigsförbrytare till 20 års fängelse. Straffet reducerades till 10 år, men han frisläpptes redan 1951. Därefter flyttade han tillbaka till Österrike där han levde ett stillsamt och anonymt liv fram till sin död 1971. Han utgav memoarer och ett flertal böcker i militära ämnen.

## Kommenderingar
- Generalstabschef i XVII. Armeekorps (1 april 1938 – 18 december 1939)
- Befälhavare för 14. Infanterie-Division ((8 juni) 15 juni 1940 – 5 oktober (15 november) 1940)
- Befälhavare för 52. Infanterie-Division (5 oktober 1940 – 1 november 1942)
- Befälhavare för XXXV. Armeekorps (1 november 1942 – 5 augusti 1943)
- Befälhavare för 2. Panzerarmee (15 augusti 1943 – 24 juni 1944)
- Befälhavare för 20. Gebirgsarmee (25 juni 1944 – 8 januari (21 januari) 1945)
- Wehrmachtbefehlshaber Norwegen (18 december 1944 – 8 januari (21 januari) 1945)
- Befälhavare för Armégrupp Nord (27 januari 1945 – 10 mars 1945)
- Befälhavare för Armégrupp Kurland (10 mars 1945 – 25 mars (5 april) 1945)
- Befälhavare för Armégrupp Syd (7 april 1945 – 30 april 1945) namnbyte till Armégrupp Ostmark
- Befälhavare för Armégrupp Ostmark (30 april 1945 – 8 maj 1945)

## Utmärkelser
- Järnkorset av andra klass – 20 september 1939
- Järnkorset av första klass – 10 oktober 1939
- Tyska korset i guld – 26 december 1941
- Riddarkorset – 6 mars 1942
  - Med eklöven – 15 augusti 1943
  - Med svärden – 18 januari 1945
- Såradmärket i svart
- Östfrontsmedaljen
- Lapplandsskölden – 1945
- Guldpartimärket – 19 september 1944
- Nämnd i Wehrmachtbericht – 6 juni 1944, 28 december 1944, 14 mars 1945 samt 9 maj 1945